# Riksantikvaren

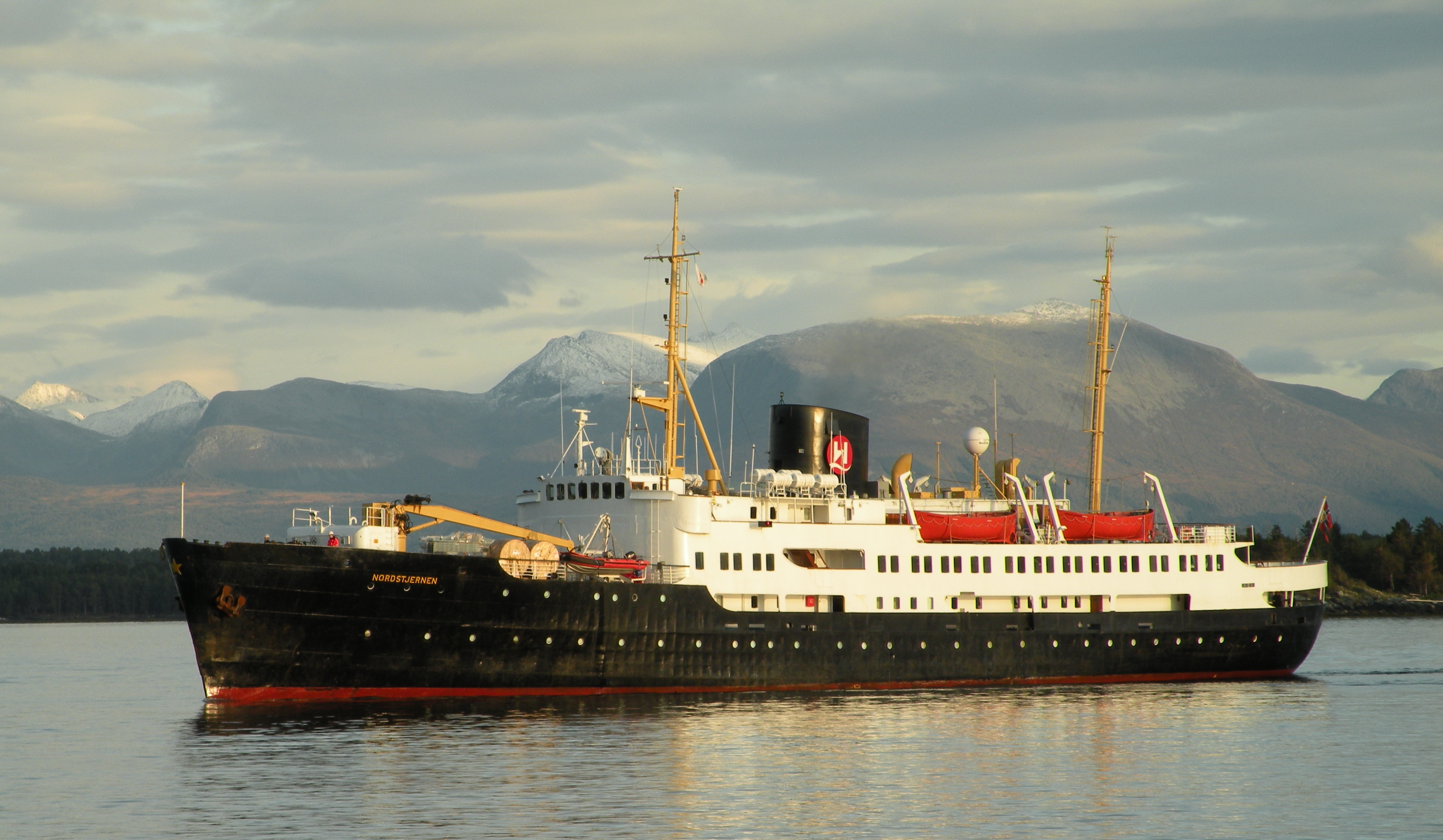
MS Nordstjernen, ett hurtigrutefartyg, som är k-märkt

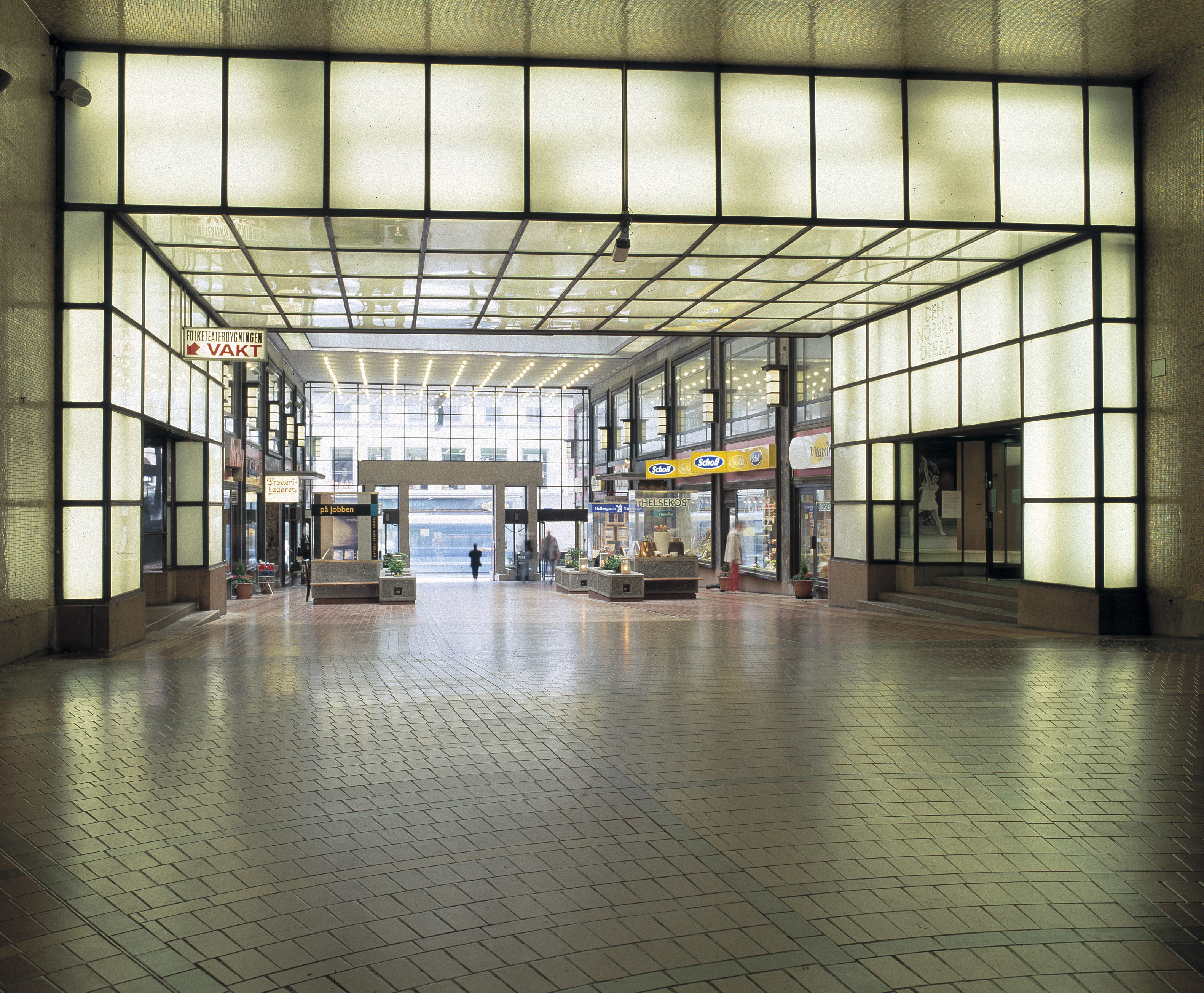
Folketeatret i Oslo ritades av Christian Morgenstierne och Arne Eide. Den var färdig 1935 och k-märkt 2009.

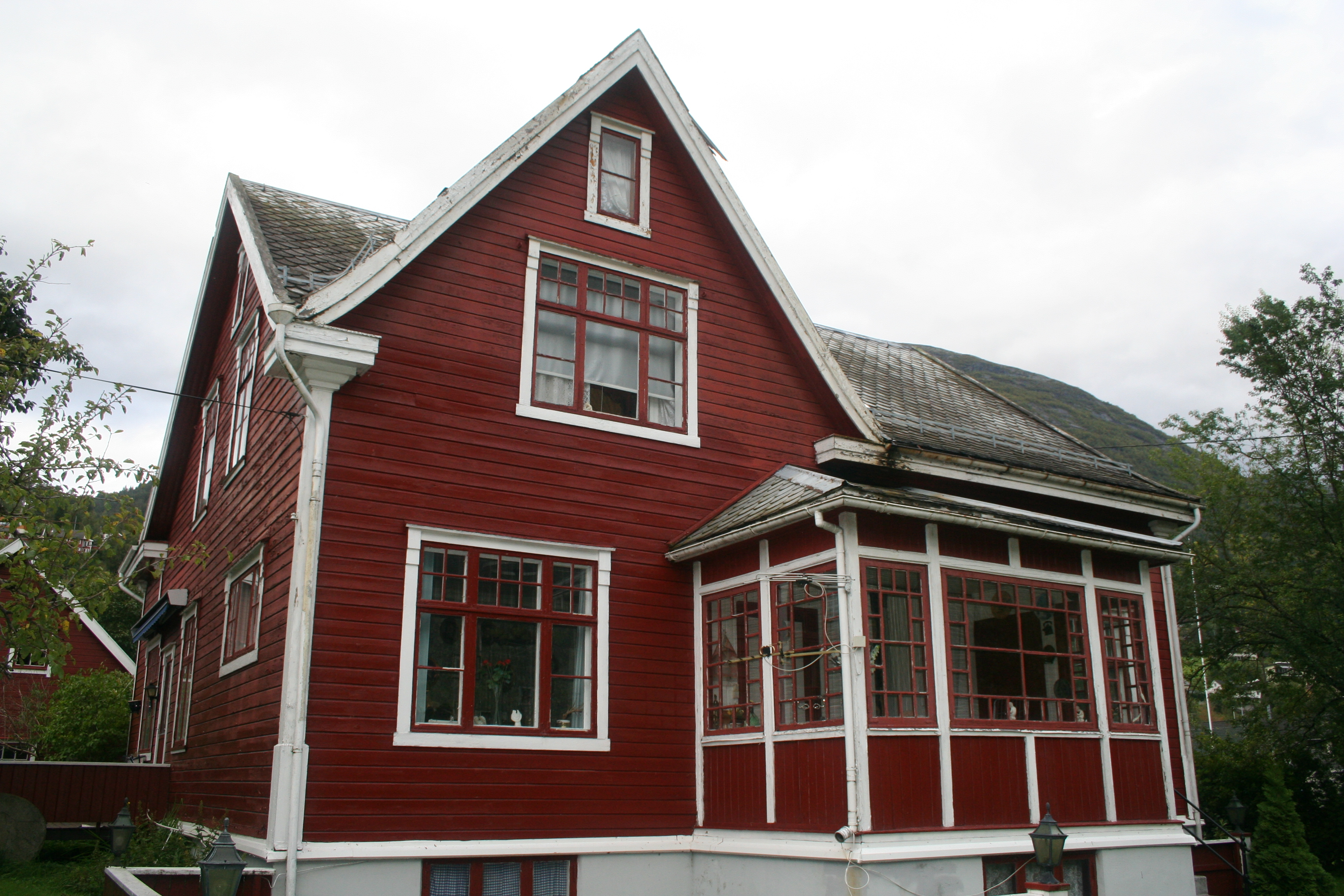
Lensmannsgården Tingvoll i Stryn, ritad av Jon Os. Den uppfördes 1932 och var länsmansgård i Stryn till 1960. Den blev k-märkt 2012

Riksantikvaren (Direktoratet for kulturminneforvaltningen) är en norsk statlig myndighet med ansvar för förvaltning av kulturminnen och kulturmiljöer i Norge. 
Arbetet med att ta tillvara nationella kulturminnen i Norge baserades på Lov om fortidslevninger från 1905 och bygningsfredningsloven 1920. Riksantikavren bildades 1912 som en statlig befattning.
Riksantikvaren fick ställning som myndighet (direktorat) 1988, från vilken tidpunkt Riksantikvaren har både förvaltande, samordnande och genomförande funktioner. 
Direktoratet ligger under Klima- og miljødepartementet och har huvudkontor i Oslo och regionala kontor i Bergen, Tønsberg och Trondheim.
På regional nivå ligger kulturminnesförvaltningen inom fylkeskommunerna samt inom Sametinget för samiska kulturminnen. 
De arkeologiska förvaltningsmuseene (Universitetsmuseer i Norge, Sjøfartsmuseer i Norge) och Norsk institutt for kulturminneforskning har myndighetsuppgifter i anknytning till arkeologiska utgrävningar och marinarkeologi. På Svalbard sköts kulturminnena av Sysselmannen, under Riksantikvaren.